# Ikan bakar
Ikan bakar là một món ăn của Indonesia và Malaysia, được chế biến từ cá nướng than hoặc các loại hải sản khác. Ikan bakar có nghĩa đen là "cá nướng" trong tiếng Indonesia và Malay. Ikan bakar khác với các món cá nướng khác ở chỗ nó thường chứa các hương liệu như bumbu, kecap manis, sambal, được gói trong lá chuối và nướng trên bếp than hồng.

## Ướp và gia vị

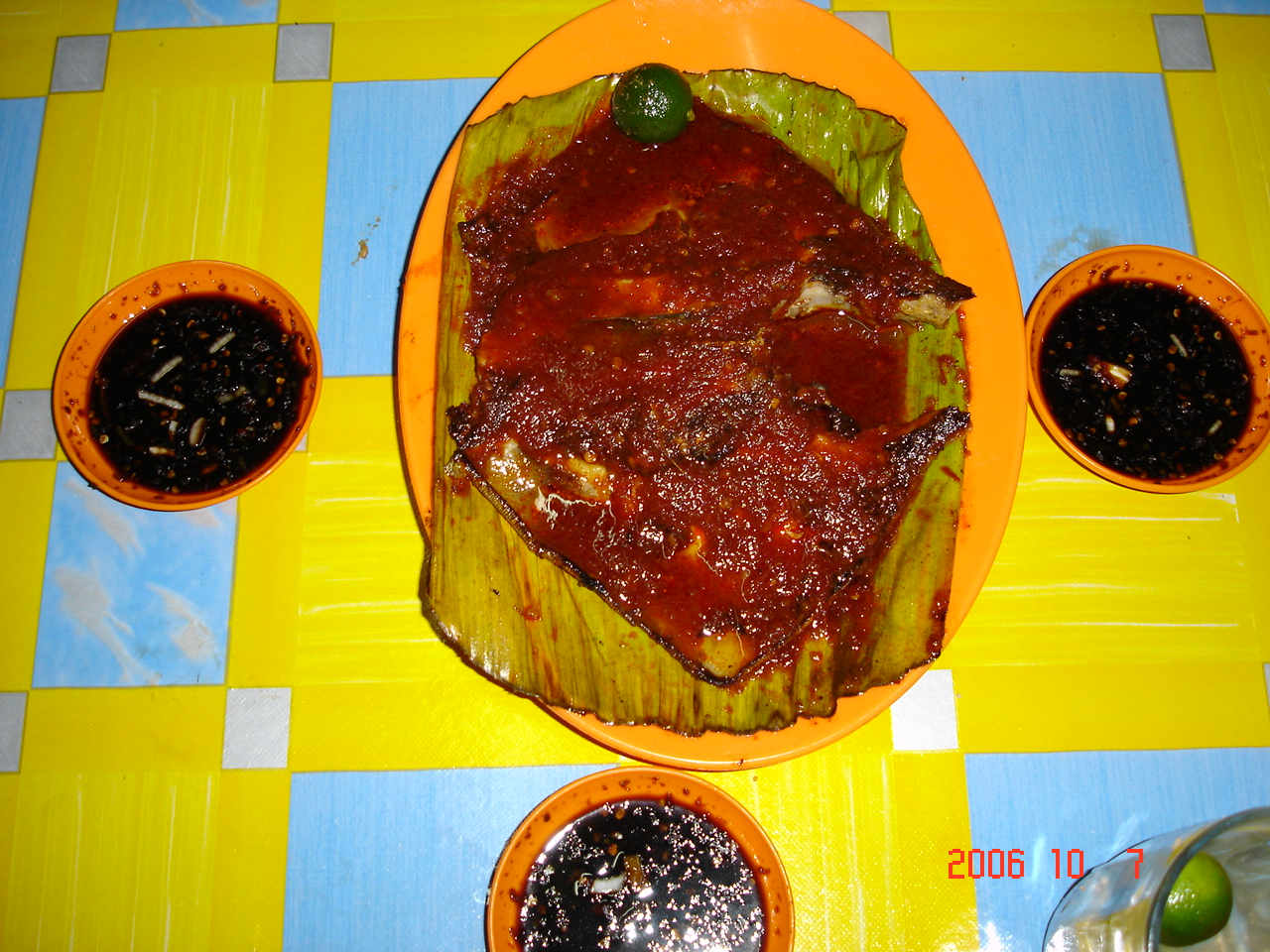
Ikan Bakar tại Muar, Johor, Malaysia

## Biến thể

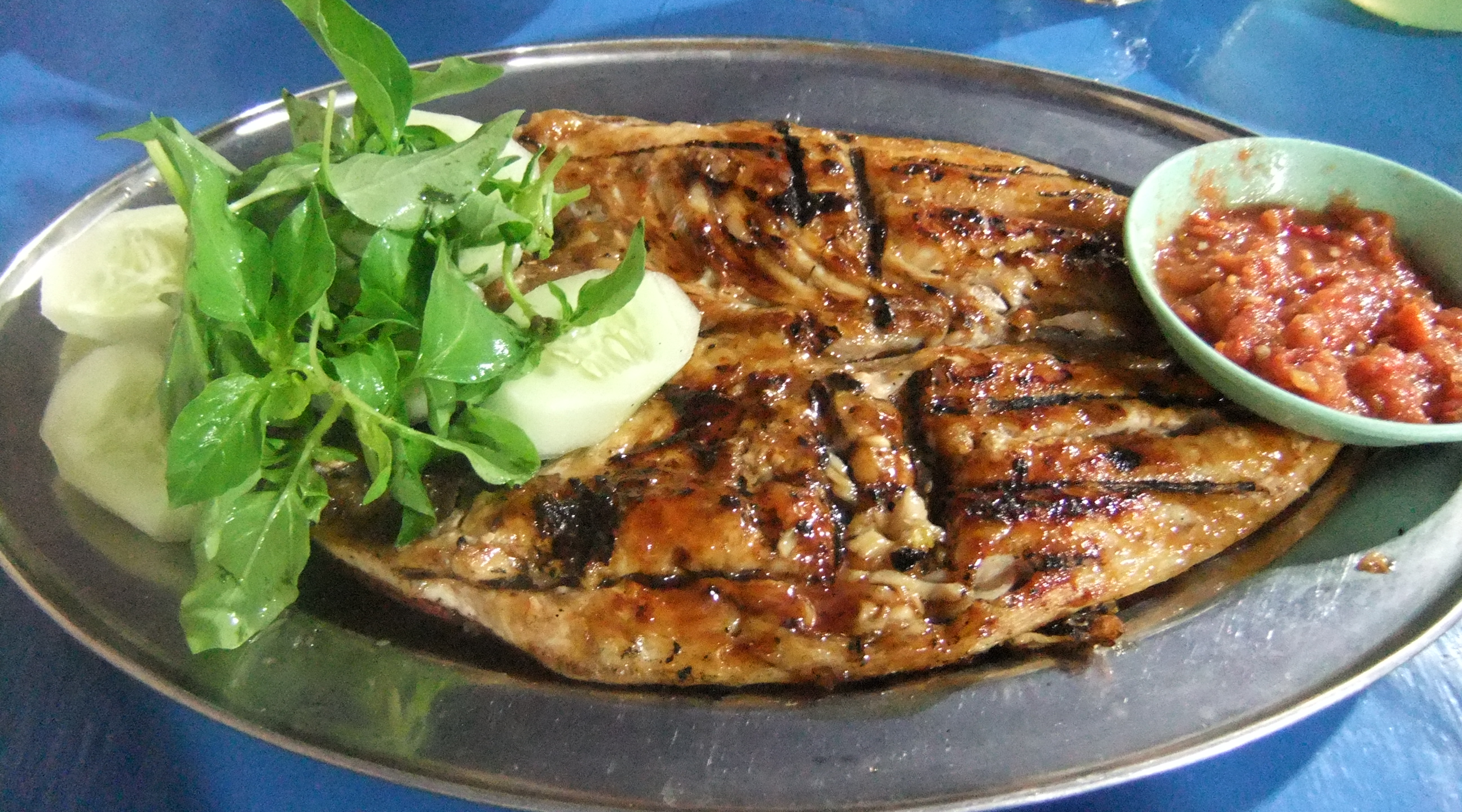
Ikan Bakar, cá hồng nướng vói sambal.

## Truyền thống

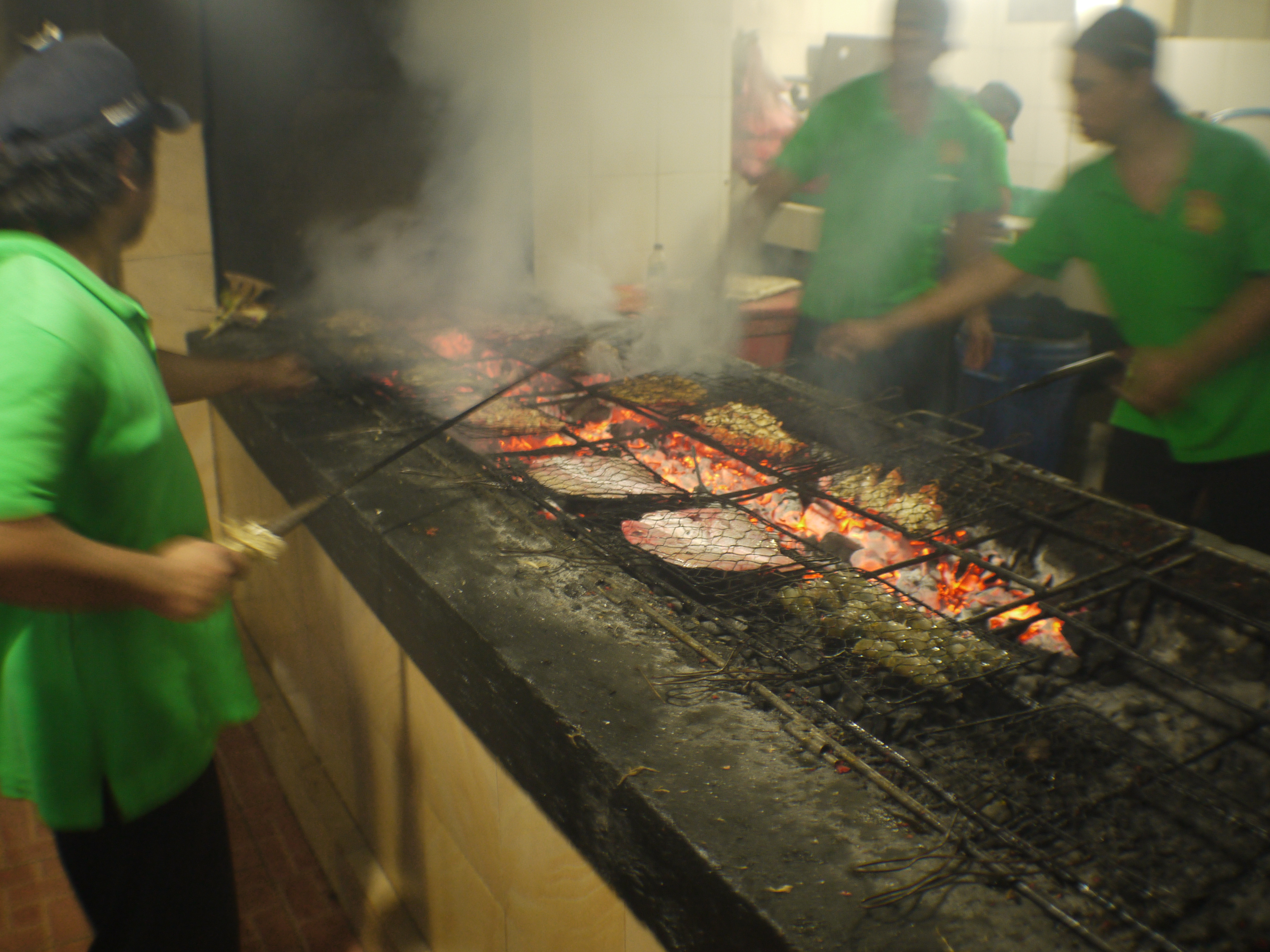
Cá nướng tại Jimbaran, Bali.